# Dance Again... the Hits
Dance Again... the Hits è la prima raccolta di successi della cantante e attrice Jennifer Lopez, pubblicata il 20 luglio 2012 attraverso l'etichetta discografica Epic Records.
Per la promozione della raccolta, fu lanciato il 30 marzo (2 aprile in Italia) come primo singolo Dance Again al quale fece seguito il singolo Goin' In (anche parte della colonna sonora del film Step Up Revolution) l'8 giugno.
Pubblicata sia in versione standard sia in versione deluxe, la compilation ha ricevuto recensioni positive.

## Descrizione
La notizia ufficiale della pubblicazione dell'album-raccolta arrivò il 25 giugno 2012, in cui si annunciò che la sua prima raccolta di successi si sarebbe chiamata Dance Again... the Hits e che sarebbe stata pubblicata il 24 luglio in occasione del suo 43º compleanno.
Il disco si apre con la title track Dance Again, una canzone dance pop scritta da RedOne, The Chef, Enrique Iglesias, Achraff Janussi e Pitbull (il quale compare anche nella canzone). Il brano contiene innuendi sessuali e durante una intervista con Ryan Seacrest, puntualizzando sulle sue impressioni quando sentì la canzone la prima volta, Lopez dichiarò:
"La canzone conteneva un messaggio, io ho cambiato solo poche cose. Amo poter lavorare con RedOne e Pitbull un'altra volta. Abbiamo avuto un grande amalgama l'ultima volta e ci siamo lasciati con la promessa 'facciamo qualcos'altro insieme di nuovo'. E questa canzone era quella perfetta. Amo il messaggio della canzone, che quando accade qualcosa di brutto non devi sentirti come se la tua vita è finita. Devi rialzarti. Devi vivere. Sarà tutto ok. Devi ballare di nuovo".
Goin' In è una canzone pop registrata da Jennifer Lopez come colonna sonora del film Step Up Revolution. Nel brano c'è la collaborazione del rapper Flo Rida ed è stata prodotta da GoonRock (famoso per i suoi lavori con il duo electropop LMFAO nelle loro hit internazionali Party Rock Anthem e Sexy and I Know It). Dopo aver registrato prima la parte vocale di Lopez nella canzone, fu aggiunta la parte di Flo Rida (considerata "oltre il top del top" nonostante i membri del team furono già estremamente felici del risultato ancor prima della inclusione di Flo Rida nel progetto).

## Singoli
Il primo singolo estratto è Dance Again, estratto come tale il 2 aprile 2012. All'epoca della pubblicazione, Lopez era insicura se pubblicarlo perché non sapeva se sarebbe stato il singolo di un album di hit o di un nuovo album di studio. La canzone si classificò 17° nella classifica Billboard Hot 100 e ha venduto oltre 978 000 copie digitali negli Stati Uniti. Nelle altre nazioni la canzone entrò nella Top10 di 17 paesi, vendendo più di 1,4 milioni di copie (dati fino al marzo 2012). Ha anche avuto la prima posizione della top 20 canzoni dell'estate 2012 secondo Facebook.

## Accoglienza
Stephen Thomas Erlewine di AllMusic puntualizzò che nell'album mancano canzoni meritevoli come Play, I'm Gonna Be Alright, I'm Glad e Hold You Down. Oltre a ciò, aggiunge che le sue hit vecchie si uniscono bene con le sue canzoni nuove e che la sequenza del disco è "frammentaria". A ogni modo Erlewine termina dicendo che "l'album ha un suono familiare il che è sufficiente per il suo proposito".

## Tracce
1. Dance Again (feat. Pitbull) – 3:57 (RedOne, Enrique Iglesias, Bilal The Chef, AJ Junior, Pitbull)
2. Goin' In (feat. Flo Rida) – 4:09 (Joseph Angel, Tramar Dillard, Jamahl Listenbee, David Quiñones, Coleridge Tillman, Warren Michael)
3. I'm Into You (feat. Lil Wayne) – 3:20 (Taio Cruz, Mikkel S. Eriksen, Tor Erik Hermansen, Dwayne Carter)
4. On the Floor (feat. Pitbull) – 4:46 (RedOne, Kinda Hamid, AJ Junior, Teddy Sky, Bilal The Chef, Pitbull, Gonzalo Hermosa, Ulises Hermosa)
5. Love Don't Cost a Thing – 3:43 (Damon Sharpe, Greg Lawson, Georgette Franklin, Jeremy Monroe, Amille Harris)
6. If You Had My Love – 4:25 (Rodney Jerkins, Fred Jerkins III, LaShawn Daniels, Cory Rooney)
7. Waiting for Tonight – 4:06 (Maria Christensen, Michael Garvin, Phil Temple)
8. Get Right (feat. Fabolous) – 4:51 (Rich Harrison, James Brown)
9. Jenny from the Block (Track Masters Remix feat. Styles P e Jadakiss) – 3:09 (Jennifer Lopez, Troy Oliver, Andre Deyo, Samuel Barnes, Jean-Claude Olivier, José Fernando Arbex Miró, Lawrence Parker, Scott Sterling, Michael Oliver, David Styles, Jason Phillips)
10. I'm Real (Murder Remix feat. Ja Rule) – 4:19 (Jennifer Lopez, Troy Oliver, Cory Rooney, L.E.S., Jeffrey Atkins, Irving Lorenzo, Rick James)
11. Do It Well – 3:08 (Ryan Tedder, Leonard Caston, Anita Poree, Frank Wilson)
12. Ain't It Funny (Murder Remix feat. Ja Rule e Caddillac Tah) – 3:51 (Jennifer Lopez, Cory Rooney, Irving Lorenzo, Jeffery Atkins, Caddillac Tah, Ashanti Douglas)
13. Feelin' So Good (Remix feat. Big Pun e Fat Joe) – 5:25 (Jennifer Lopez, Cory Rooney, Christopher Rios, Joseph Cartagena, Sean Combs, Steven Standard, George Logios)

Tracce bonus dell'edizione Deluxe
1. All I Have (feat. LL Cool J) – 4:14 (Jennifer Lopez, Makeba Riddick, Curtis Richardson, Ron G, Lisa Peters, William Jeffrey)
2. Qué Hiciste – 4:31 (Julio Reyes, Jimena Romero, Marc Anthony)
3. Let's Get Loud – 3:58 (Emilio Estefan, Kike Santander)

DVD esclusivo dell'edizione Deluxe
1. Dance Again (feat. Pitbull)
2. On the Floor (feat. Pitbull)
3. Love Don't Cost a Thing
4. If You Had My Love
5. Waiting for Tonight
6. Get Right
7. Jenny from the Block
8. I'm Real (Murder Remix feat. Ja Rule)
9. Do It Well
10. Ain't It Funny (Murder Remix feat. Ja Rule e Caddillac Tah)
11. Feelin' So Good (Remix feat. Big Pun e Fat Joe)

## Successo commerciale
Dance Again... the Hits debuttò alla posizione numero 4 nella classifica degli album nel Regno Unito vendendo 9,213 copie nella sua prima settimana. Negli Stati Uniti l'album debuttò al 20º posto nella Billboard 200 con 14,000 copie vendute nella sua prima settimana.

## Classifiche
| Classifica (2012) | Posizione massima |
| ----------------- | ----------------- |
| Australia         | 20                |
| Austria           | 22                |
| Belgio (Fiandre)  | 9                 |
| Belgio (Vallonia) | 10                |
| Canada            | 3                 |
| Finlandia         | 19                |
| Francia           | 12                |
| Germania          | 15                |
| Giappone          | 11                |
| Grecia            | 53                |
| Irlanda           | 10                |
| Italia            | 3                 |
| Nuova Zelanda     | 12                |
| Paesi Bassi       | 17                |
| Polonia           | 11                |
| Portogallo        | 11                |
| Regno Unito       | 4                 |
| Repubblica Ceca   | 6                 |
| Scozia            | 8                 |
| Spagna            | 5                 |
| Stati Uniti       | 20                |
| Svezia            | 44                |
| Svizzera          | 7                 |
| Ungheria          | 10                |